# Destiny and a Blue Cloak
Destiny and a Blue Cloak is een kort verhaal uit 1874 van de Engelse schrijver Thomas Hardy. Het verscheen op 4 oktober van dat jaar in de New York Times, maar het werd niet opgenomen in een van de vier verhalenbundels van de schrijver. Het wordt beschouwd als het eerste echte korte verhaal van Hardy, afgezien van de komische autobiografische vertelling How I Built Myself A House uit 1865.
Het verhaal speelt zich gedeeltelijk af in Weymouth en voor het grootste deel in een dorp nabij Beaminster, beide in Dorset. Aangezien de plaatsen bij hun eigen naam worden genoemd, is het duidelijk dat er nog geen sprake was Hardy's latere concept van het fictieve graafschap Wessex, waar welhaast alle romans en verhalen worden gesitueerd en waarin hij de meeste plaatsnamen voorziet van alternatieve maar herkenbare benamingen.

## Het verhaal
Op een ochtend in september wordt de negentienjarige Agatha Pollin aangesproken door de jonge Oswald Winwood. Vanwege de blauwe omslagdoek die zij draagt ziet hij haar aan voor de alom bewonderde 25-jarige schoonheid Frances Lovill. Zij laat hem voorlopig in die waan en wordt halsoverkop verliefd. Zij brengen de dag samen door en op de terugweg naar huis bekent zij dat zij niet Frances is. Oswald is niet ontstemd en is kennelijk ook verliefd op haar. Bij het verlaten van de koets bemerkt Agatha dat ook Frances in hetzelfde rijtuig aanwezig was. Er ontstaat een nauwe relatie tussen Agatha en Oswald. Hij gaat echter op voor een examen in de Oxford Middle Class and Indian Civil Service om bij goed resultaat naar India te vertrekken. Dat gebeurt ook en de twee corresponderen intensief, in de wederzijdse verwachting dat er bij zijn terugkeer een huwelijk zal plaatsvinden.
Agatha woont bij haar oom, die molenaar is en weduwnaar met vier jonge kinderen. Op een dag wekt zij de aandacht van een veel oudere man, een 65-jarige olijke vrijgezel en bovendien een graanhandelaar aan wie haar oom nogal wat geld schuldig is. De oom blijkt plannen te hebben om naar Australië te gaan en de oudere man is bereid de schulden te vergeten als hij met Agatha mag trouwen. Agatha ziet dit uit de aard der zaak niet zitten en vertrouwt erop dat Oswald terug zal keren om met haar te trouwen. Haar oom de molenaar trouwt inmiddels met de wat ouder geworden Frances Lovill. Niemand verwacht dat Oswald terug zal keren om met Aggy te trouwen en het komt tot een ultimatum: als Oswald niet voor 1 november terugkeert, zal zij de oude man trouwen. Vol vertrouwen stemt Agatha daarmee in. Het onvermijdelijke noodlot slaat echter toe...